# Idaea pareupithex
Idaea pareupithex là một loài bướm đêm trong họ Geometridae.